# 鋸齒刺鯊
鋸齒刺鯊（學名：Centrophorus tessellatus）是一細小及稀有的深海鯊魚，分佈在日本本州及夏威夷的太平洋，水深260-730米處。
鋸齒刺鯊沒有臀鰭，兩條背鰭都有大的鰭棘，第二背鰭相對地高，差不多與第一背鰭一樣高。牠們的眼睛很大，胸鰭端呈角型，尾鰭有一些鋸齒。牠們最長可達89厘米。
有關鋸齒刺鯊的所知有限。